# Mosty (powiat Pucki)
Mosty is een plaats in het Poolse district  Pucki, woiwodschap Pommeren. De plaats maakt deel uit van de gemeente Kosakowo en telt 1608 inwoners.